# Thomomys bottae mewa
Thomomys bottae mewa is een knaagdier dat voorkomt in zuidwestelijk Noord-Amerika. Dit dier is een ondersoort van de valleigoffer (Thomomys bottae). Het werd oorspronkelijk beschreven door Clinton Hart Merriam (1908). De typelocatie, de plaats waar het exemplaar vandaan komt op basis waarvan de ondersoort oorspronkelijk is beschreven, ligt in Madera County (Californië). Er zijn deels witte exemplaren van deze ondersoort bekend.